# Malanca
Malanca is een historisch motorfietsmerk.

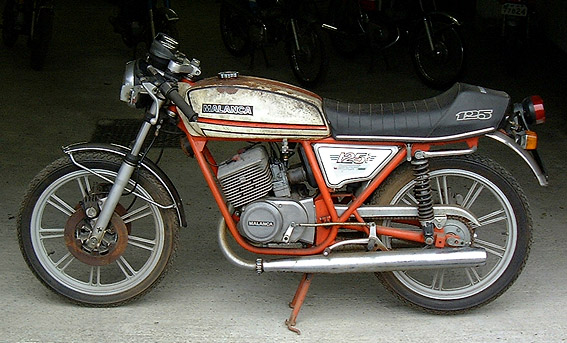
Malanca 125 GT uit 1978

Ditta Mario Malanca, later Moto Malanca, Bologna en Malanca S.p.A. Motori, Pontecchio. 
Net als Malaguti begon Mario Malanca in 1958 een fabriekje van bromfietsen en lichte motorfietsen. De productie eindigde in 1986.